# Obladi oblada (Charlie Charles)
Obladi oblada è un singolo del DJ producer italiano Charlie Charles, pubblicato il 16 giugno 2023.

## Descrizione
Il brano ha segnato il ritorno di Charlie Charles in qualità di artista musicale a distanza di tre anni e mezzo dall'uscita di Cheyenne con Francesca Michielin. Alla sua realizzazione hanno partecipato i rapper italiani Ghali, Thasup e Fabri Fibra. Il titolo rappresenta una citazione al singolo dei Beatles Ob-La-Di, Ob-La-Da e anche il lyric video del brano è un riferimento ai Beatles che attraversano la Abbey Road.

## Accoglienza
Il sito Newsic.it ha assegnato un punteggio di 6,75 su 10 al singolo, scrivendo che il produttore «sperimenta» in un brano «interessante», dove tuttavia i tre rapper risultano «un po' appiccicati» tra le strofe. Secondo Fabio Fiume di All Music Italia, che ha assegnato al brano un punteggio di 6 su 10, Obladi oblada è «funzionale, piacevole ad orecchio», con sonorità simili a Calipso del 2019; tuttavia, Fiume riscontra che rispetto al precedente brano la collaborazione «resta tutta un po' lì, per aria», poiché se Fibra risulta «sempre centrato in quel che fa», Ghali e Thasup non riescono ad equiparare la presenza vocale di Mahmood.

## Tracce
Testi di Ghali Amdouni, Davide Petrella, Davide Mattei e Fabrizio Tarducci, musiche di Paolo Alberto Monachetti.
1. Obladi oblada (feat. Ghali, Thasup e Fabri Fibra) – 3:21

## Classifiche
| Classifica (2023) | Posizione massima |
| ----------------- | ----------------- |
| Italia            | 43                |